# المسالک و الممالک

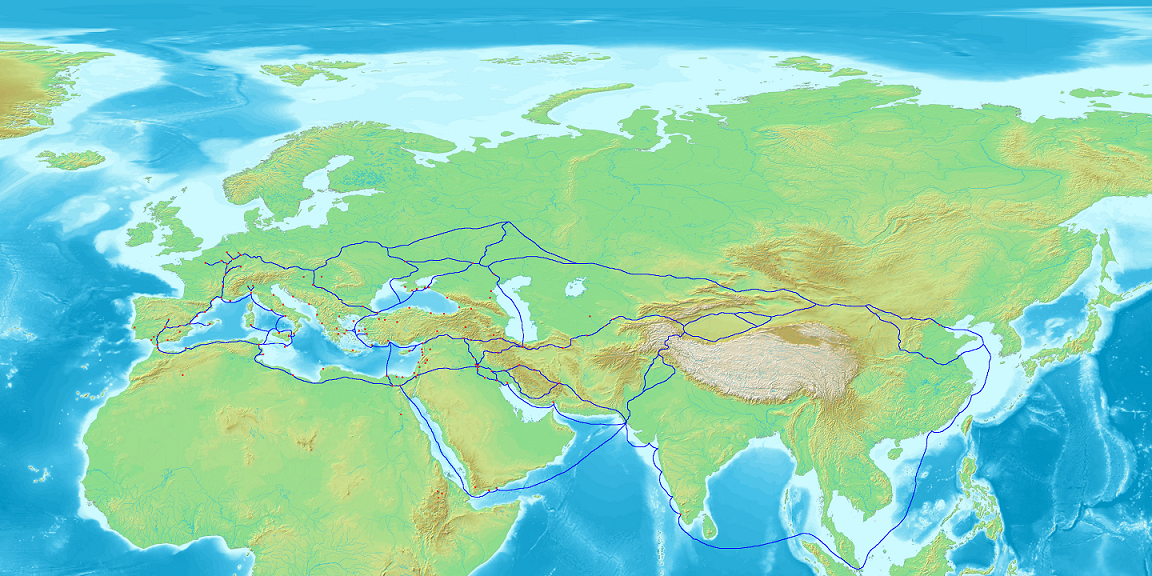
نقشه شبکه داد و ستد بازرگانان یهودی راذانیه در اوراسیا که در کتاب مسالک و ممالک ابن خردادبه گزارش شده است.

المسالک و الممالک مهم‌ترین کتاب نوشته شده توسط ابن خردادبه است که موضوع آن دربارهٔ جغرافیا است.
بنا به دیدگاهی، ابن خردادبه اثر خویش را پس از اقامتش در کنار دجله، در سامرا و بین سال‌های ۲۳۴–۲۳۰ق (۸۴۴–۸۴۸م) نگاشته است. برخی نیز سال ۲۳۲ق یا حدود آن را زمان تألیف اثر دانسته‌اند. گمان می‌رود نویسنده اثر خود را در دو نوبت نگاشته و در نوبت دوم تغییراتی نیز در آن داده است. اثر نخستین بار در سال ۲۳۱ق (۸۴۶م) و سپس در سال ۲۷۲ق (۸۸۵م) تدوین شده است. برخی پژوهشگران بر این باورند با وجود اصالت اثر، مختصری از این کتاب به دست نسل‌های بعدی رسیده و تغییراتی در آن داده شده است.
المسالک و الممالک در زمره کتاب‌های مهم مربوط به امور مالی است. نویسنده آن با ذکر چگونگی هر منطقه، آگاهی‌های بسیاری از مالیات‌ها و خراج آن محل ارائه می‌دهد. در برخی موارد حتی ابن خرداذبه از میزان درآمدهای دولتی هر منطقه هم به روشنی سخن می‌گوید.
این کتاب با استفاده از اسناد رسمی نوشته شده است و مورد استفاده جغرافی‌نویسان بعدی مانند ابن حوقل، مقدسی، ابن فقیه همدانی قرار گرفته است. المسالک و الممالک یک بار توسط باربیه دومنار مستشرق فرانسوی و بار دیگر به وسیله دخویه مستشرق هلندی چاپ و منتشر شد.

## درون مایه
مسالک و ممالک احتمالاً نخستین اثر با عنوان عمومی مسالک و ممالک است و نویسنده آن نخستین فردی است که کتابی در جغرافیای اقتصادی گردآوری کرده و اثر آن برای ما باقی‌مانده است. در میان گذاشتن مباحث اقتصادی بیشتر بدان جهت بوده که ابن خردادبه از سنت ایرانی در جغرافی‌نگاری پیروی نموده که در آن برای مسائل مربوط به خراج و محصولات و معادن سرزمین‌ها اهمیت فراوان قایل بوده‌اند. همچنین به دلیل داشتن کار حکومتی، نویسنده نیاز جدی به اطلاعات گسترده از چگونگی اقتصادی ناحیه جبال داشته است. او افزون بر پیروی از سنت ایرانی، از اثر جغرافیایی بطلمیوس نیز بهره گرفته است.
ابن خردادبه در اثرش به وصف زمین و چگونگی ساختار آن، قبله، راه‌ها و سرزمین‌ها پرداخته است. او همچنین قبله و خراج هر سرزمین و تحول خراج در گذشته و حال، پادشاهان زمین و القاب آنها، راه‌ها، منزلگاه‌ها، تقسیمات سرزمین‌ها، اقوام و نژادها، جزایر و آب‌ها، شگفتی‌های زمین و اطلاعات تاریخی را مورد توجه قرار داده و برخلاف ابن واضح نویسنده البلدان، فاصله‌ها را بر حسب میل و نه منزل یا روز معین کرده و از این نظر از البُلدان دقیق‌تر است. او گستره جغرافیایی کار خود را تا چین، کره و ژاپن ادامه داده ولی در مواردی رویدادها را از افسانه تمییز نداده است.